# Aleurolobus padappaiensis
Aleurolobus padappaiensis là một loài côn trùng cánh nửa trong họ Aleyrodidae, phân họ Aleyrodinae.
Aleurolobus padappaiensis được Regu & David miêu tả khoa học đầu tiên năm 1993.